# Brenda Taylor (remera)
Brenda Susan Taylor (Nanaimo, 28 de octubre de 1962) es una deportista canadiense que compitió en remo.
Participó en los Juegos Olímpicos de Barcelona 1992, obteniendo dos medallas de oro en las pruebas de cuatro sin timonel y ocho con timonel. Ganó dos medallas de oro en el Campeonato Mundial de Remo de 1991.

## Palmarés internacional
| Juegos Olímpicos   | Juegos Olímpicos   | Juegos Olímpicos | Juegos Olímpicos   |
| Año                | Lugar              | Medalla          | Prueba             |
| ------------------ | ------------------ | ---------------- | ------------------ |
| 1992               | Barcelona (España) | Medalla de oro   | Cuatro sin timonel |
| 1992               | Barcelona (España) | Medalla de oro   | Ocho con timonel   |
| Campeonato Mundial |                    |                  |                    |
| Año                | Lugar              | Medalla          | Prueba             |
| 1991               | Viena (Austria)    | Medalla de oro   | Cuatro sin timonel |
| 1991               | Viena (Austria)    | Medalla de oro   | Ocho con timonel   |